# Aprovisionamento
Aprovisionamento é o processo de localizar e concordar com os termos e adquirir bens, serviços ou outras obras de uma fonte externa, muitas vezes com o uso de uma licitação ou processo de licitação competitiva. O termo também pode referir-se a uma obrigação contratual de “aprovisionar”, ou seja, de “garantir” que algo seja feito. Quando uma agência governamental compra bens ou serviços através desta prática, isso é denominado licitações públicas.
O aprovisionamento como um processo organizacional tem como objetivo garantir que o comprador receba bens, serviços ou obras ao melhor preço possível quando aspectos como qualidade, quantidade, tempo e localização são comparados. As empresas e os órgãos públicos definem frequentemente processos destinados a promover a concorrência justa e aberta para os seus negócios, minimizando ao mesmo tempo riscos como a exposição à fraude e ao conluio.
Quase todas as decisões de compra incluem fatores como entrega e manuseio, benefício marginal e flutuações nos preços dos produtos. As organizações que adotaram uma perspectiva de responsabilidade social corporativa também provavelmente exigirão que a sua atividade de compras tenha em conta considerações sociais e éticas mais amplas. Por outro lado, a introdução de regulamentações externas relativas às práticas contábeis pode afetar as relações contínuas entre comprador e fornecedor de maneiras imprevistas.

## Conceitos

### Aprovisionamento e aquisição

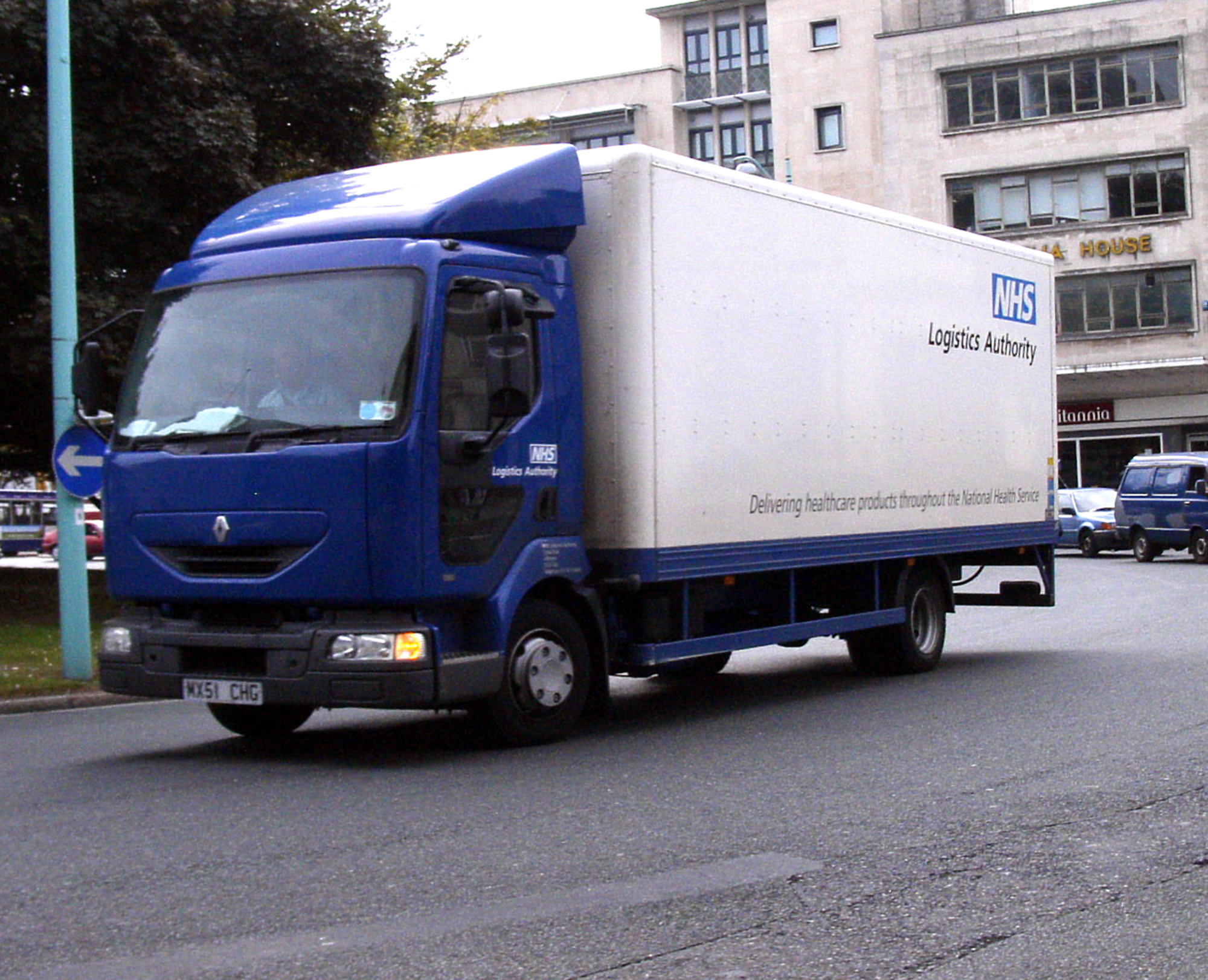
O caminhão tem papel fundamental no aprovisionamento das empresas

Alguns consideram aprovisionamento e aquisição como  conceitos diferentes, entendendo a aquisição como todo o acto de adquirir (avaliação, transporte, pagamento, etc.), enquanto que o  aprovisionamento incluiria também a estratégia e as escolhas de fornecimento, sendo um processo integrado que prevê um novo modelo de relação com os fornecedores.
No Brasil, porém, o termo aquisição é amplamente adotado na literatura técnica com uma acepção bastante abrangente, que também envolve aspectos estratégicos.

### Procurement
Grande parte da literatura e dos conceitos utilizados na área de administração é traduzida do inglês. Na origem, muitos desses conceitos faziam parte da terminologia adotada pelas Forças Armadas dos Estados Unidos, notadamente no que diz respeito à logística.
Em inglês, o termo procurement (do latim procurare, que significa «tratar com cuidado de negócios alheios, administrar, governar») é definido no Glossary of Defense Acquisition Acronyms & Terms do Departamento de Defesa americano como «o ato de comprar bens e serviços para o governo».
Já o termo acquisition envolve, segundo o referido dicionário, «conceituação, início, projeto, desenvolvimento, teste, contratação, produção, implementação, apoio logístico, modificação e descarte de armas e outros sistemas, suprimentos ou serviços (incluindo construção) para satisfazer as necessidades do Departamento de Defesa, tanto para o uso direto em missões militares quanto para o  apoio a essas missões».

### e-Procurement
O termo e-procurement é comumente utilizado como referência ao uso de sistemas online para a automatização de processos de compras.